# Ansok
Az ansok, más néven: Andi, Andecavi, Andegavi ókori gall törzs. Területük a Loire alsó folyásán (Gallia Lugdunensis) volt, a fővárosukat hasonlóképp hívták. Rájuk vonatkozó legfontosabb forrásunk Julius Caesar „De bello Gallico” című munkája, ahol többek között így ír róluk (8, 27):
„…A legatus nyomban megindult Lemonum városa felé. Már majdnem odaért, amikor a foglyok tudomására hozták, hogy Dumnacus, az ansok vezére Lemonumba zárta és ostromolja Duratiust, mégpedig sok ezer emberrel. Caninius, aki gyenge légiói élén nem merte megtámadni az ellenséget, védett helyen tábort vert. Dumnacusnak hírül adták, hogy Caninius közeledik, ezért teljes haderejét a légiók ellen fordította, és hozzáfogott a római tábor ostromához. Jó néhány napot elvesztegetett, de miután övéi súlyos veszteségek árán sem tudták lerombolni a védőműveket egy ponton sem, visszatért, hogy újból körülzárja Lemonumot.”